# Oberes Freebachtal
Das Naturschutzgebiet Oberes Freebachtal liegt auf dem Gebiet der Stadt Radevormwald im Oberbergischen Kreis in Nordrhein-Westfalen. Das Naturschutzgebiet umfasst den Oberlauf des Freebaches einschließlich seiner Seitengewässer zwischen der Hofschaft Obernhof im Süden und der Ortschaft Landwehr im Westen, womit  die alte Verteidigungsanlage Landwehr in das Naturschutzgebiet einbezogen wurde. Im Norden grenzt unmittelbar das in der Gemeinde Ennepetal im Ennepe-Ruhr-Kreis liegende 5 ha große Naturschutzgebiet Freebach mit der Kennung En-029 an.

## Beschreibung
Das Fachinformationssystem des Landesamtes für Natur, Umwelt und Verbraucherschutz beschreibt das Naturschutzgebiet im Biotopkataster wie folgt:

„Das Gebiet umfasst den oberen Talabschnitt des Freebaches auf oberbergischem Kreisgebiet. Im Zusammenfluss der beiden Quellbäche zwischen der alten Landwehr hat sich eine Feuchtbrache entwickelt. Anschließend verläuft der Bach naturnah, von Erlen begleitet durch Buchenwald. Weiterhin fließt er duch eine Grünlandfläche, die in Bachnähe und jenseits der Kreisgrenze von Feuchtgrünland- bzw. -brachen gesäumt wird. Hier stocken einige Erlen- und Weiden am Ufer des mäandrierenden Bachlaufes. Der nordexponierte Hang weist Übergänge zu Magerweiden auf. Die südlichen Hangbereiche werden von älteren Buchenwaldgesellschaften eingenommen. Im Osten verläuft ein Abschnitt der alten Landwehr, die in pfeifengrasreiche Buchen-Eichenwälder übergeht. Der von Obernhof zufließende Quellbach wurde am Waldrand zu einem Teich aufgestaut.“

Die Kartierung des Gebietes ergab eine große Anzahl von Pflanzenarten, von denen hier nur beispielhaft hervorgehoben werden: Bachbunge (Veronica beccabunga), Kuckucks-Lichtnelke (Lychnis flos-cuculi), Moor-Labkraut (Galium uliginosum), Schwimmendes Laichkraut (Potamogeton natans), Sumpf-Dotterblume (Caltha palustris), Sumpf-Schafgarbe (Achillea ptarmica), Sumpf-Wasserstern (Callitriche palustris), Sumpf-Vergissmeinnicht (Myosotis scorpioides), Sumpf-Helmkraut (Scutellaria galericulata) und Rundblättrige Glockenblume (Campanula rotundifolia).

## Schutzziele
Die Schutzausweisung erfolgt zur Erhaltung und Optimierung eines
Mittelgebirgstales mit naturnahem Fließgewässer und Feuchtbrachen sowie einem Abschnitt der kulturhistorisch bedeutsamen „Bergisch-Märkischen“ Landwehr als Lebensraum und Vernetzungsbiotop für bedrohte Tier- und Pflanzenarten.

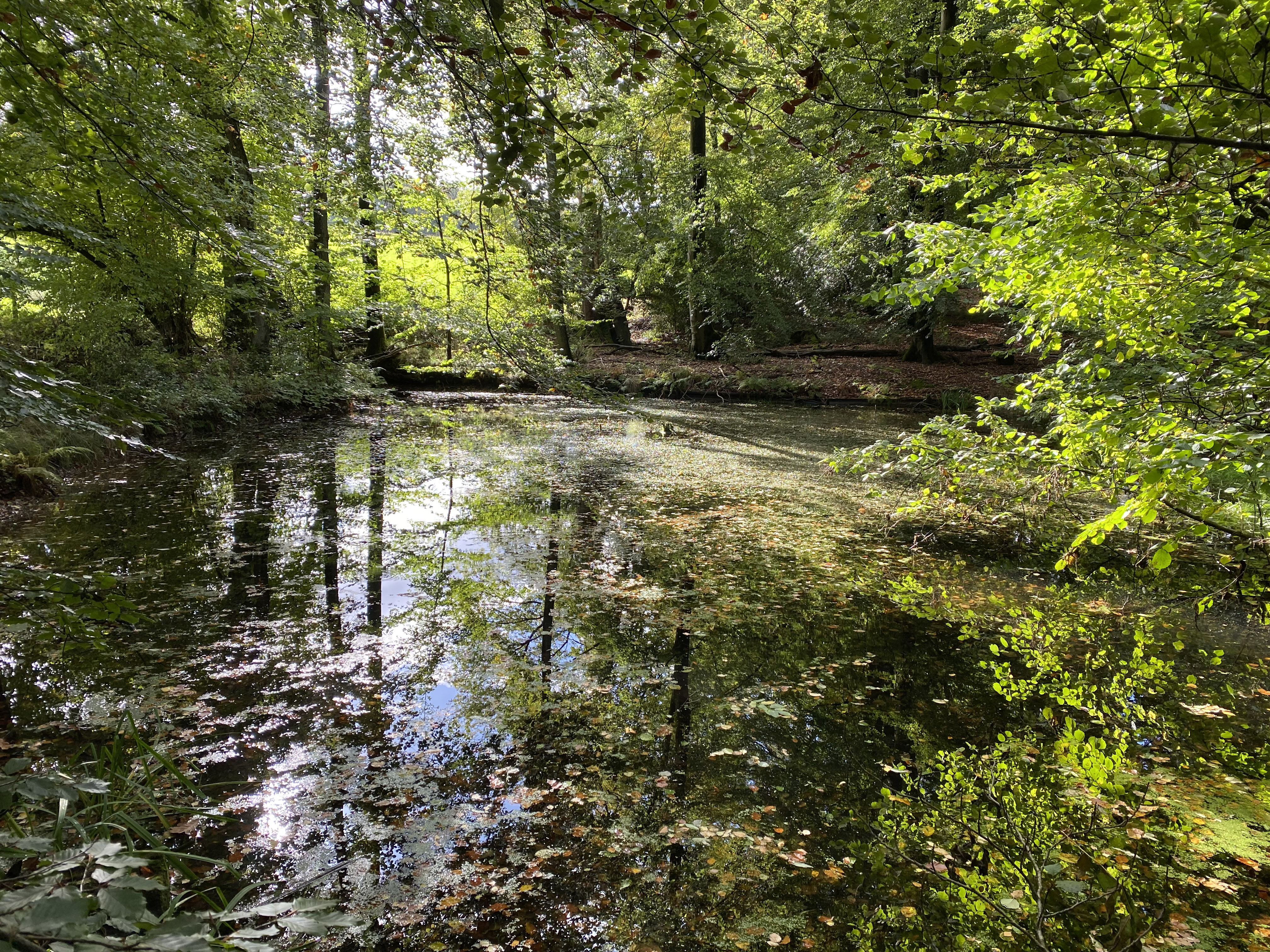
Teich mit Unterwasserpflanzen am Waldrand zu Obernhof
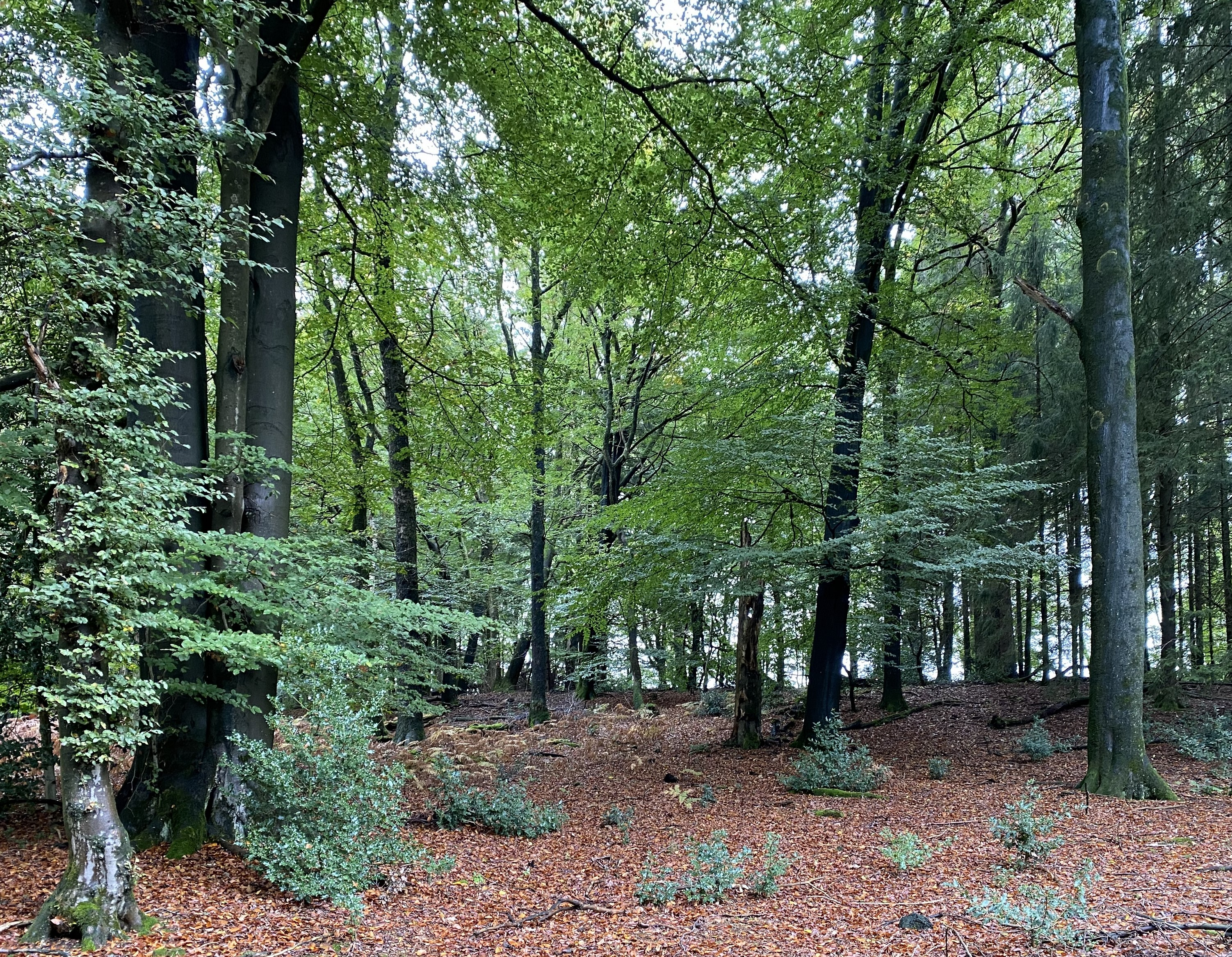
Buchenwald mit Starkholz
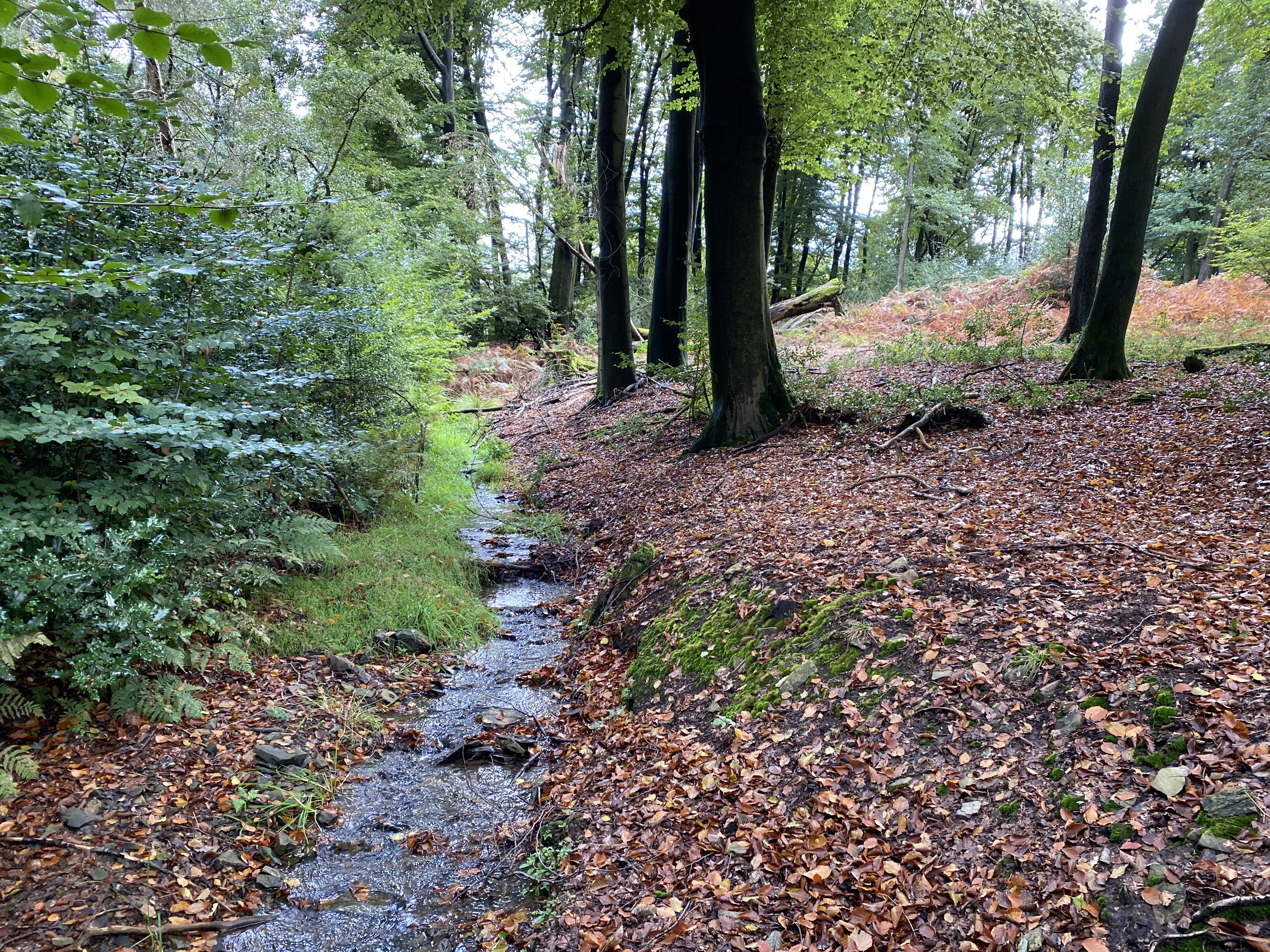
Obernhofer Siepen – rechtes Seitengewässer des Freebaches
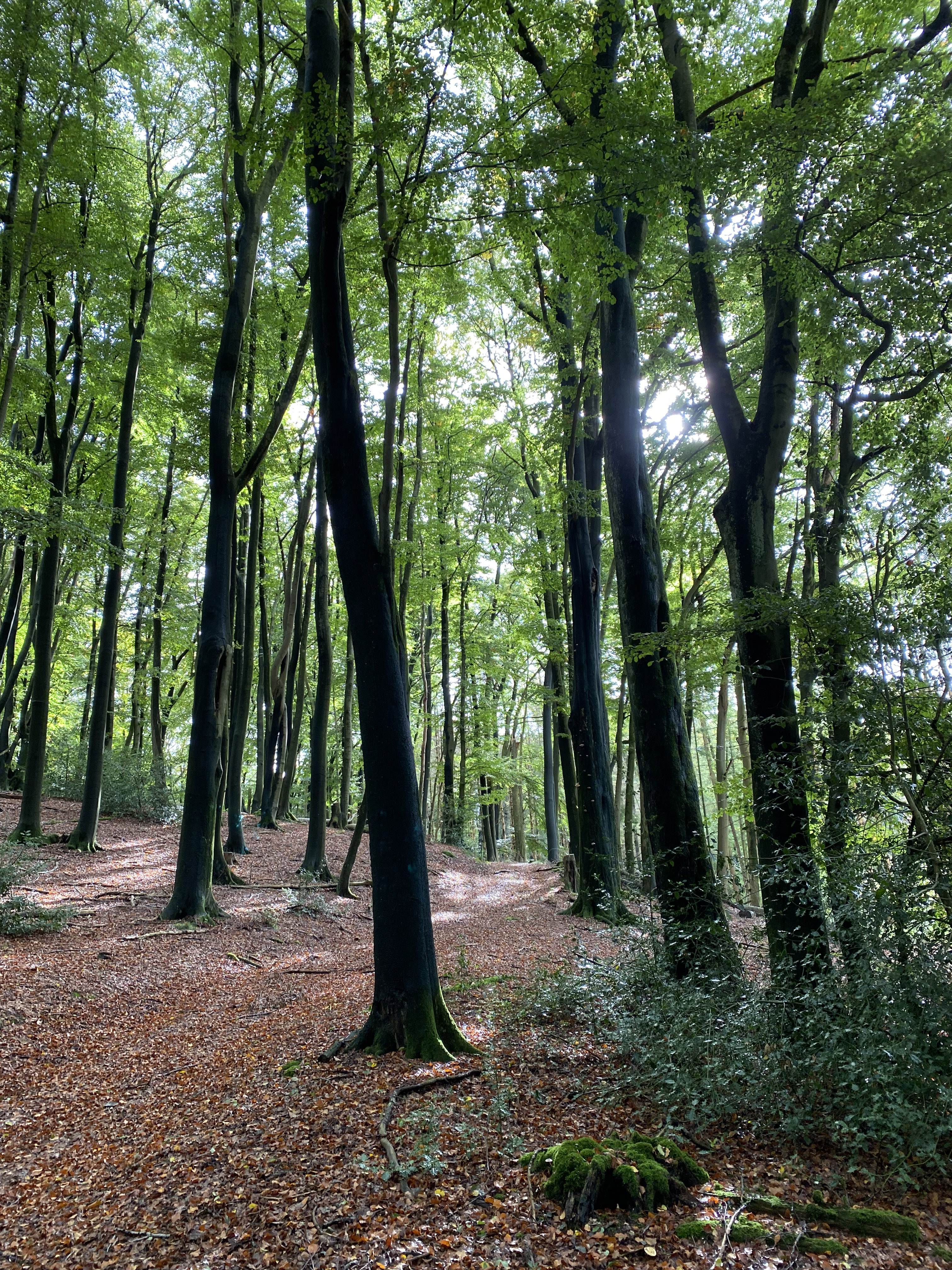
Buchenwald
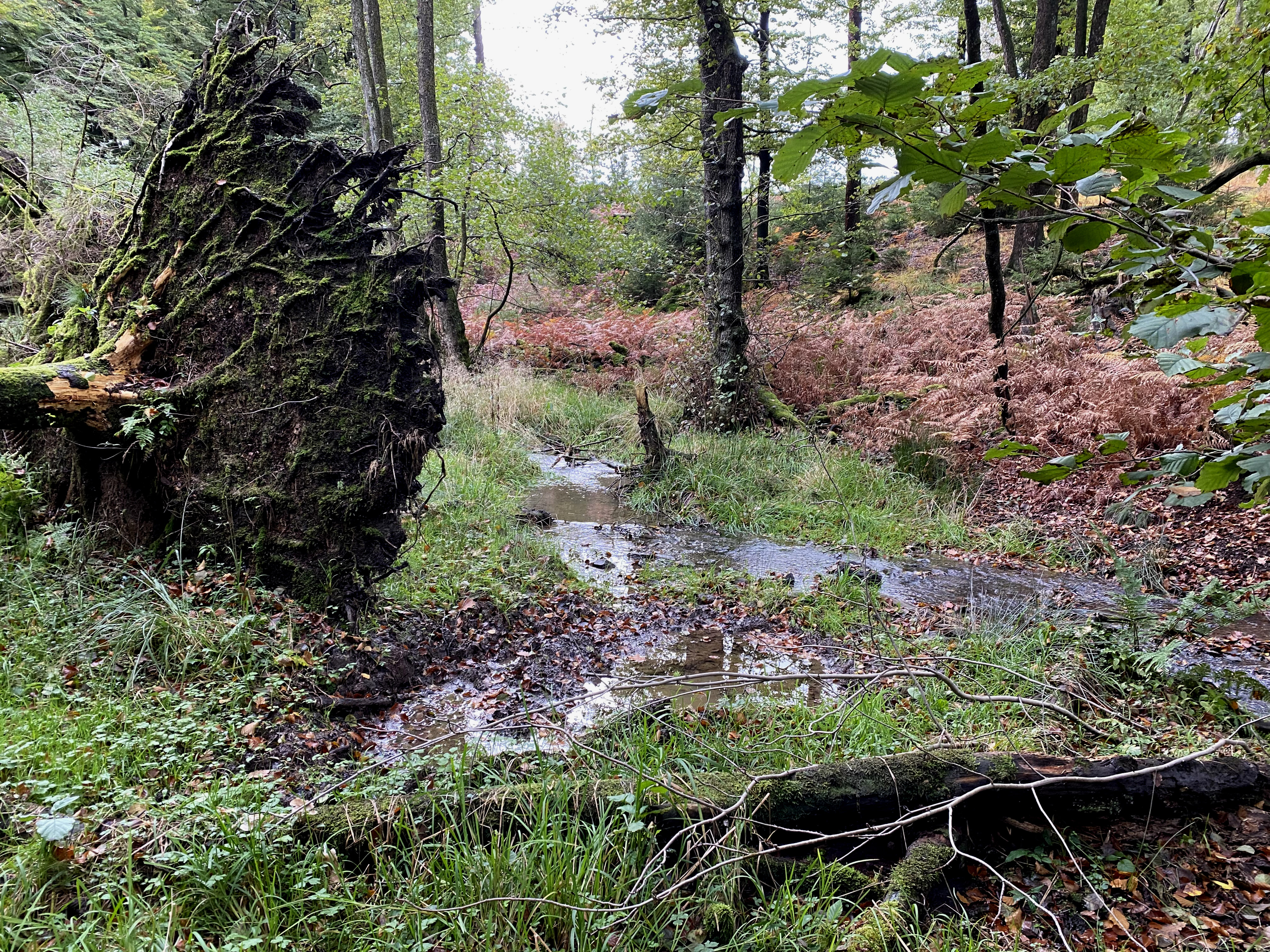
Oberlauf des Freebaches
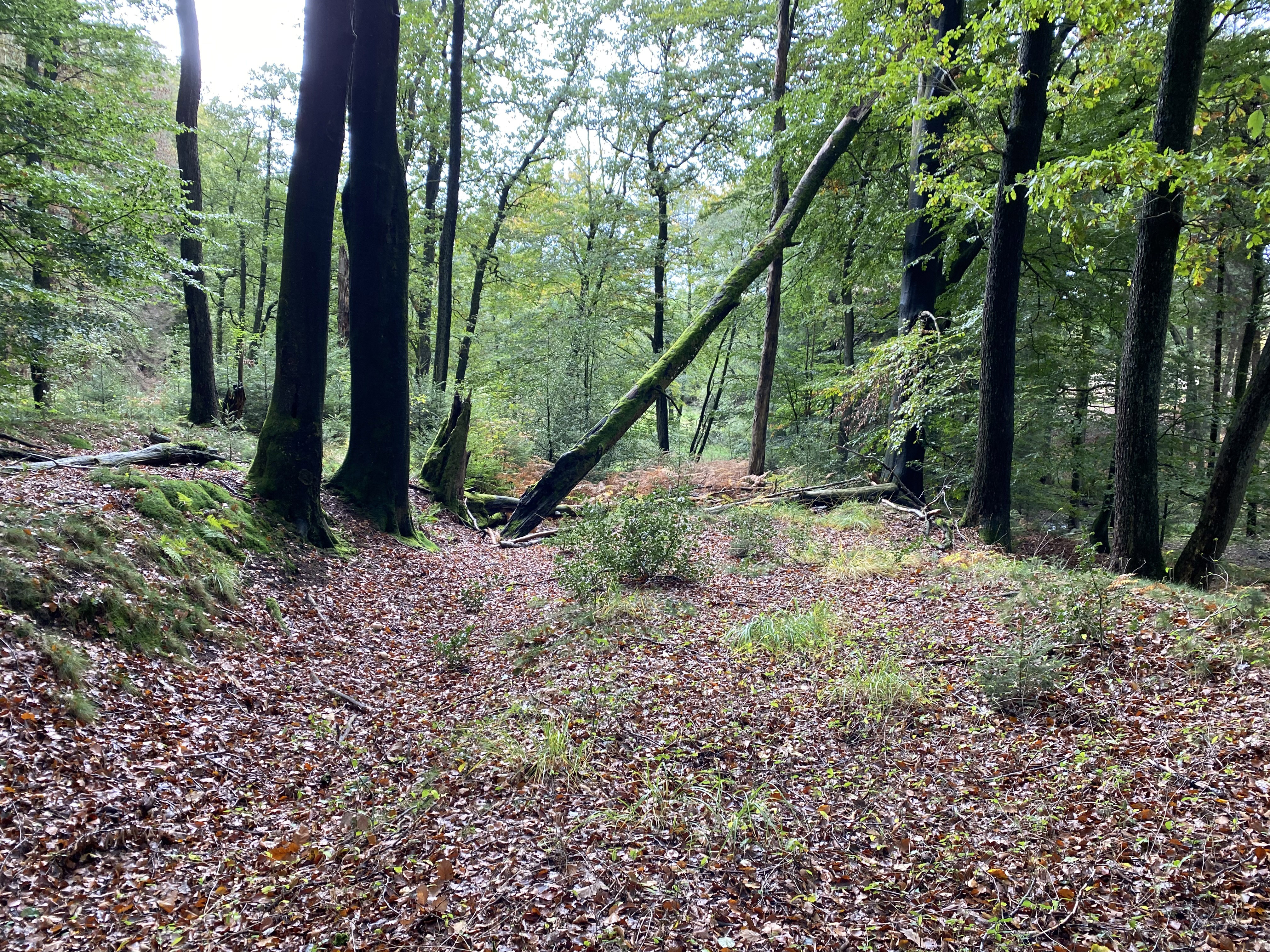
Die historische Verteidigungsanlage Landwehr quert das NSG
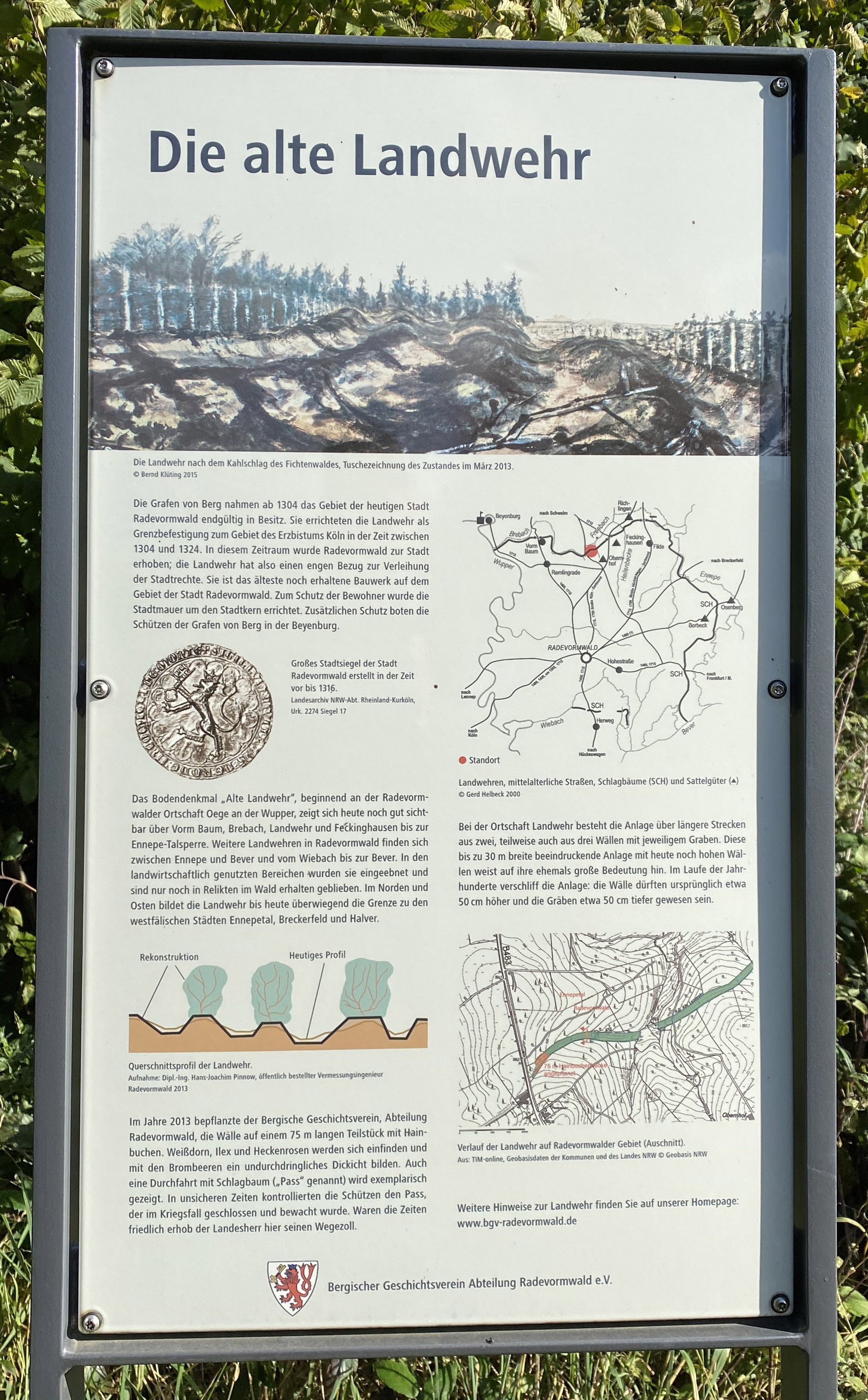
Info-Tafel Landwehr
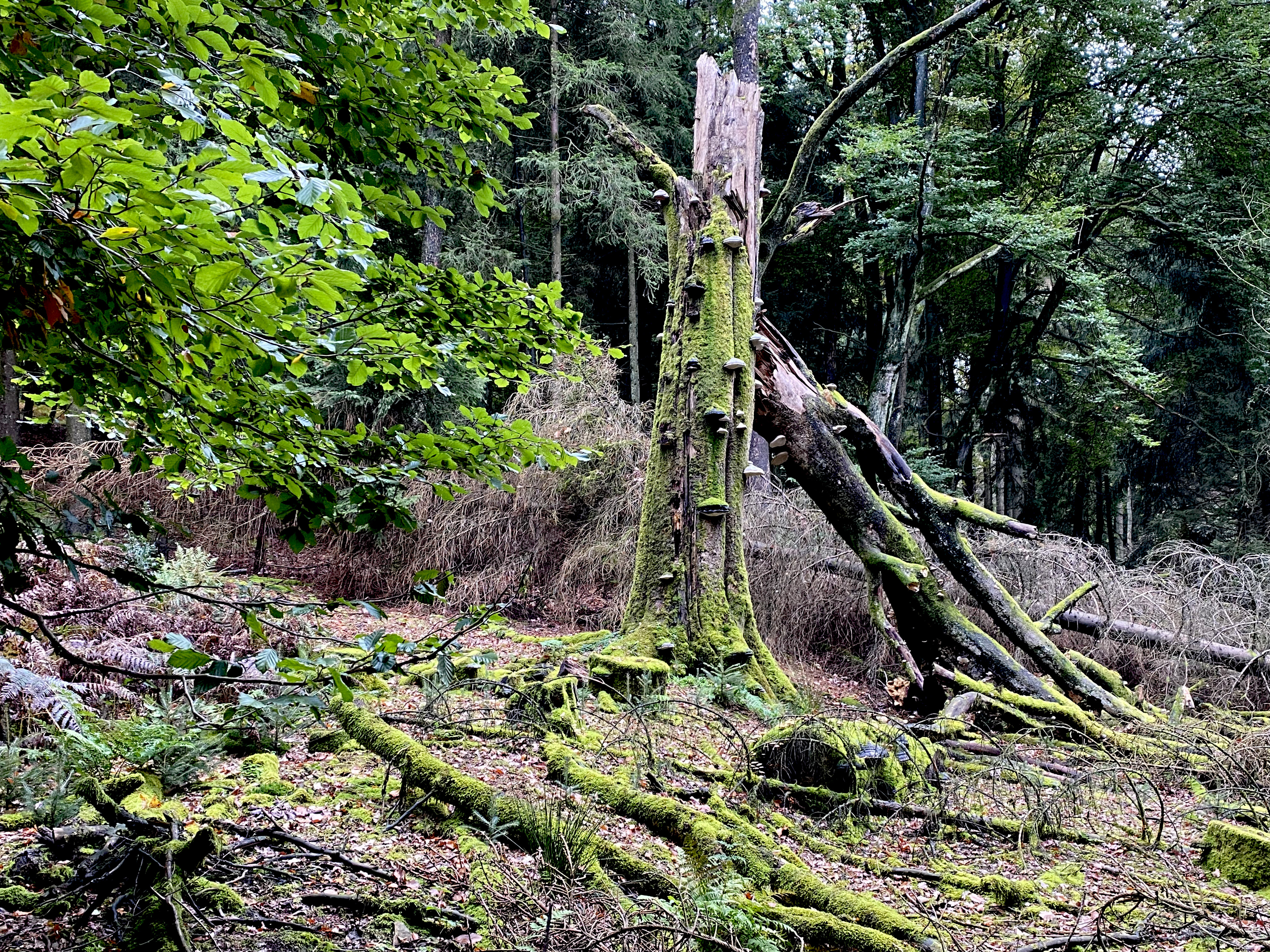
Totholz ist eine wichtige Nahrungsquelle für Insekten und Vögel
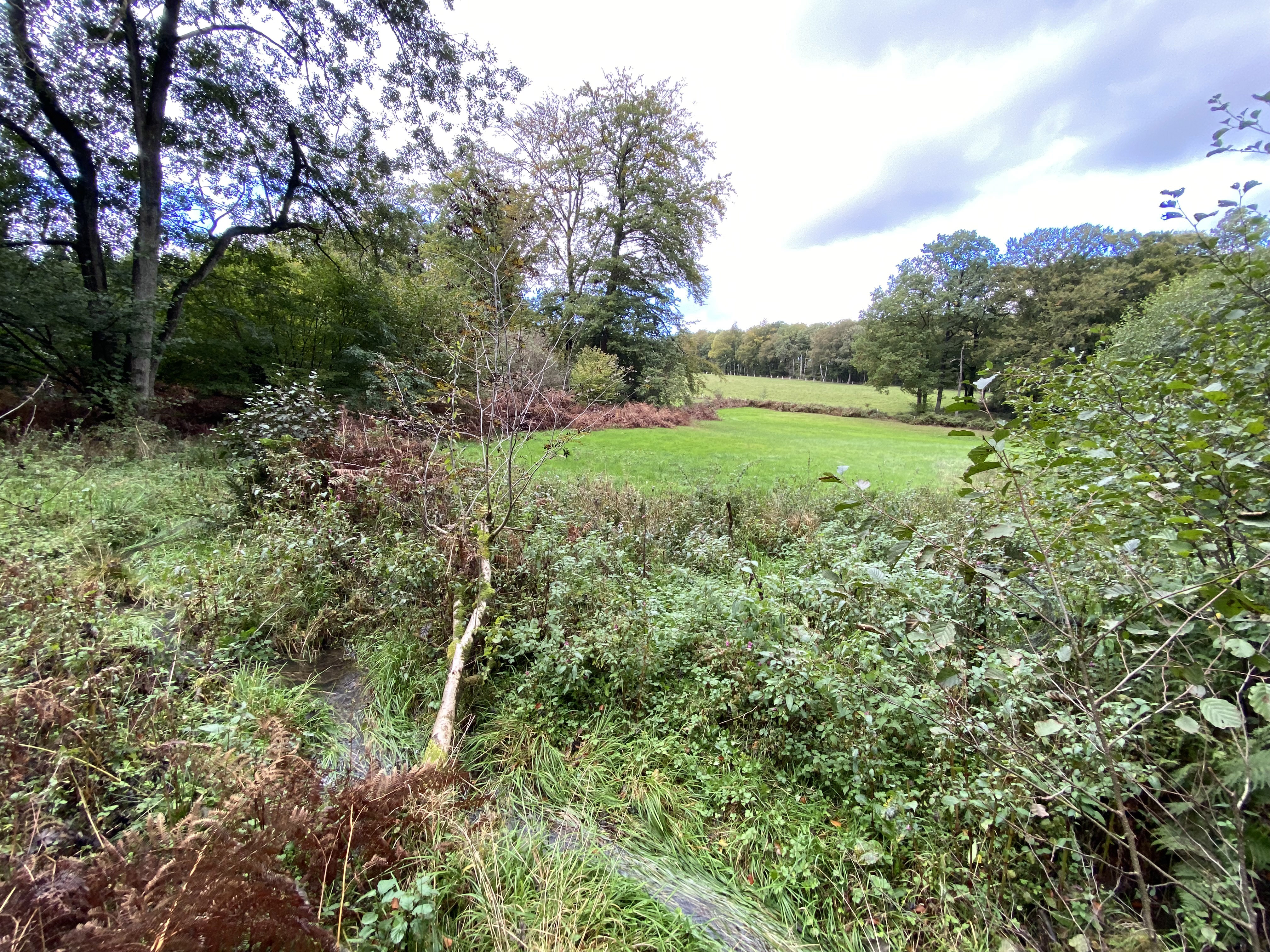
nördl. Ende des NSG – Übergang zum NSG Freebach (Ennepetal)